# Labry
Labry ist eine französische Gemeinde mit 1.564 Einwohnern (Stand: 1. Januar 2022) im Département Meurthe-et-Moselle in der Region Grand Est (bis 2015 Lothringen). Sie gehört zum Arrondissement Val-de-Briey und ist Mitglied im Gemeindeverband Communauté de communes Orne Lorraine Confluences. Die Bewohner werden Labrysiens und Labrysiennes genannt.
Die Gemeinde erhielt 2023 die Auszeichnung „Drei Blumen“, die vom Conseil national des villes et villages fleuris (CNVVF) im Rahmen des jährlichen Wettbewerbs der blumengeschmückten Städte und Dörfer verliehen wird.

## Geografie
Labry liegt 28 Kilometer westnordwestlich von Metz am linken Ufer der Orne. Umgeben wird Labry von den Nachbargemeinden Abbéville-lès-Conflans im Nordwesten und Norden, Hatrize im Nordosten und Osten, Giraumont im Osten, Jarny im Süden sowie Conflans-en-Jarnisy im Südwesten und Westen.
Die Autoroute A4 führt am Nordrand der Gemeinde entlang.

## Bevölkerungsentwicklung
| Jahr                       | 1962 | 1968 | 1975 | 1982 | 1990 | 1999 | 2006 | 2019 |
| Einwohner                  | 1419 | 1456 | 1345 | 1301 | 1486 | 1578 | 1659 | 1587 |
| Quellen: Cassini und INSEE |      |      |      |      |      |      |      |      |

## Sehenswürdigkeiten
- Pfarrkirche Saint-Gorgon, 1836/1837 an der Stelle eines Vorgängerbaus aus dem 15. Jahrhundert errichtet
- Kapelle Saint-Roch, 1854 errichtet
- Schloss, genannt „Turm Mahuet“ aus dem 13. Jahrhundert, im 15. oder 16. Jahrhundert umgestaltet, seit 2006 als Monument historique eingeschrieben
- Reste einer mittelalterlichen Wallburg (Motte) westlich des Turms, seit 1991 als Monument historique eingeschrieben
- Hospiz aus dem 19. Jahrhundert
- Gutshof Le Colombier aus dem 16. Jahrhundert, seit 1995 als Monument historique eingeschrieben
- Deutsch-französisch-russischer Militärfriedhof mit Gefallenen des Ersten Weltkrieges

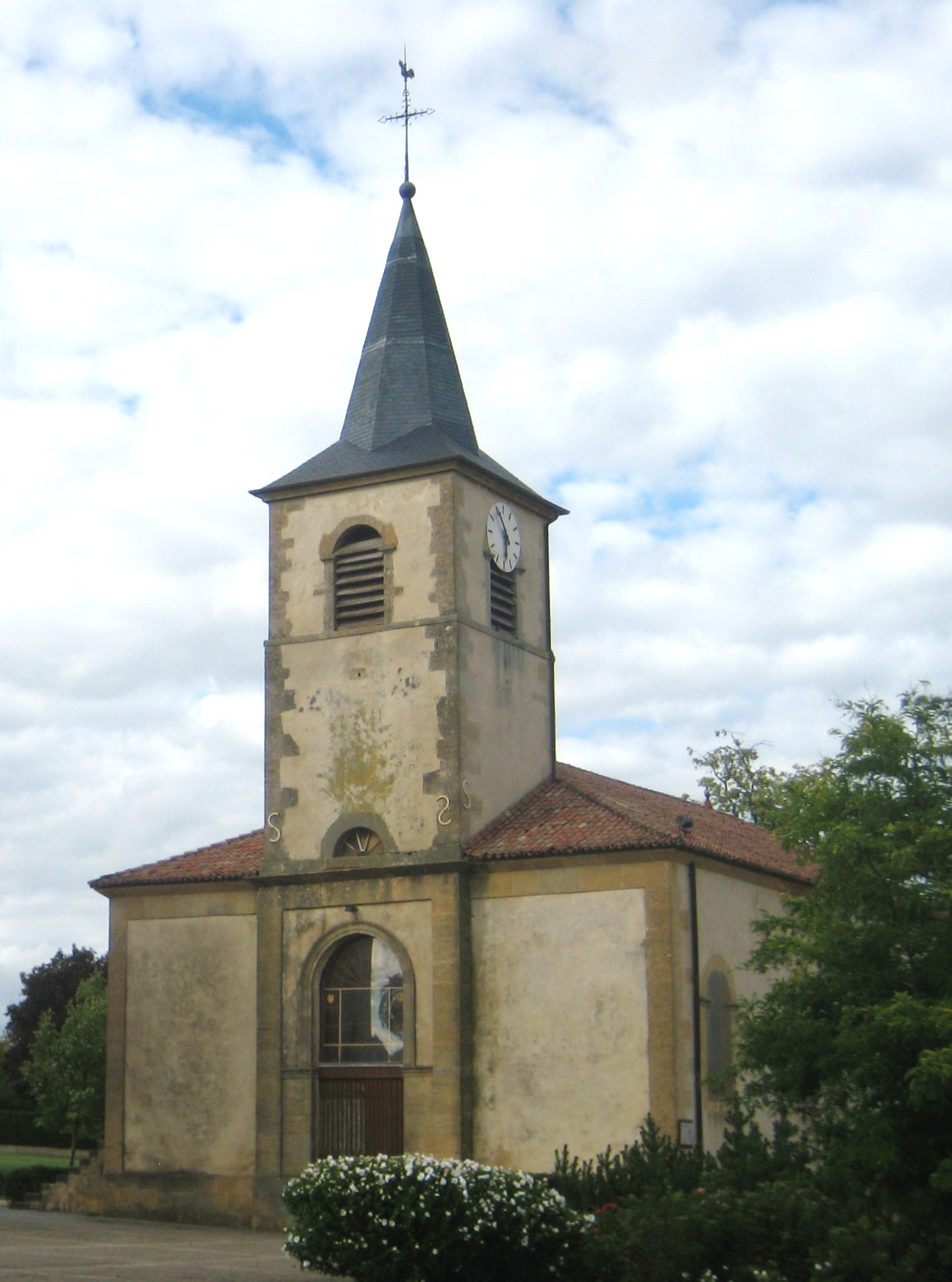
Pfarrkirche Saint-Gorgon
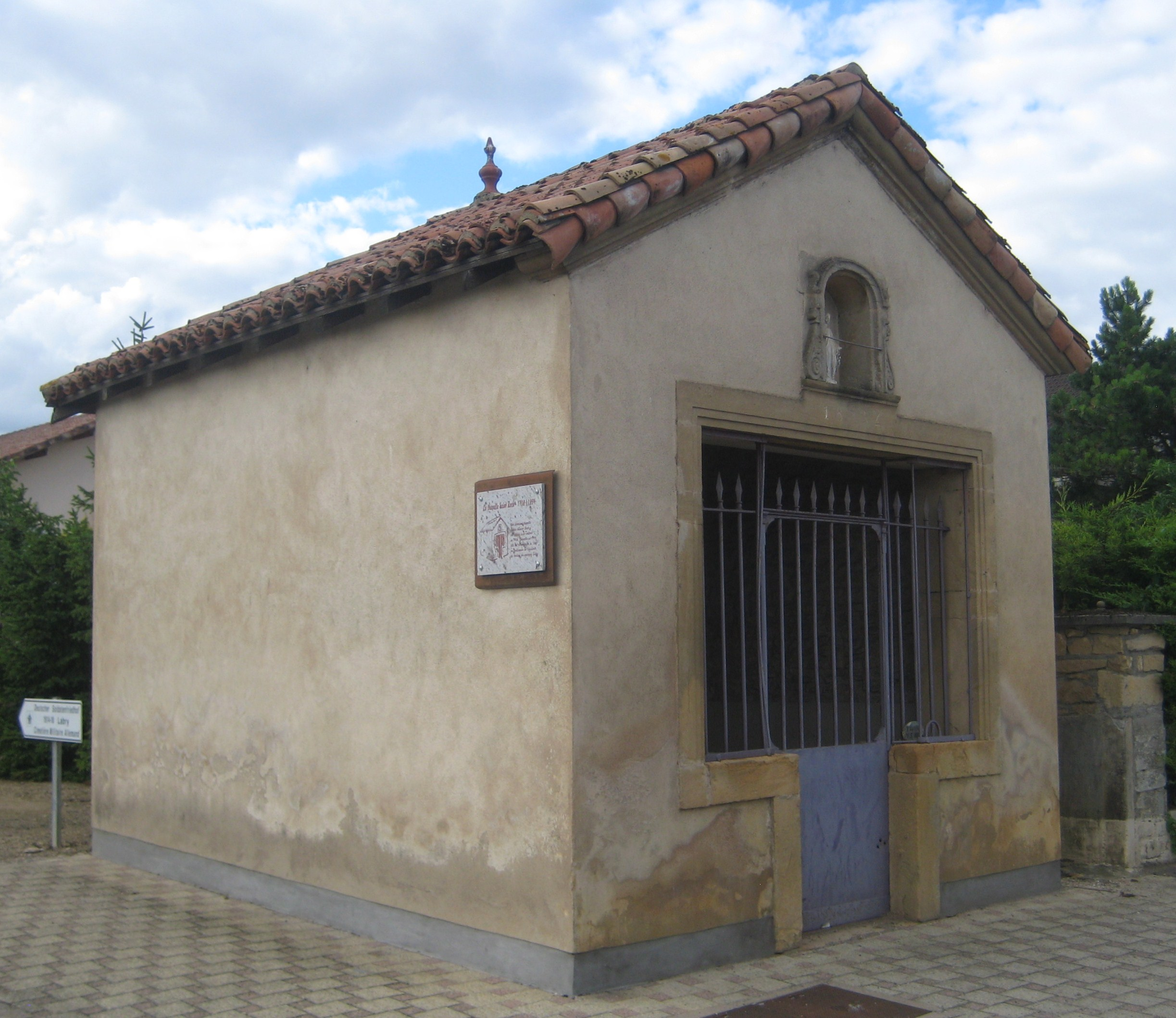
Kapelle Saint-Roch
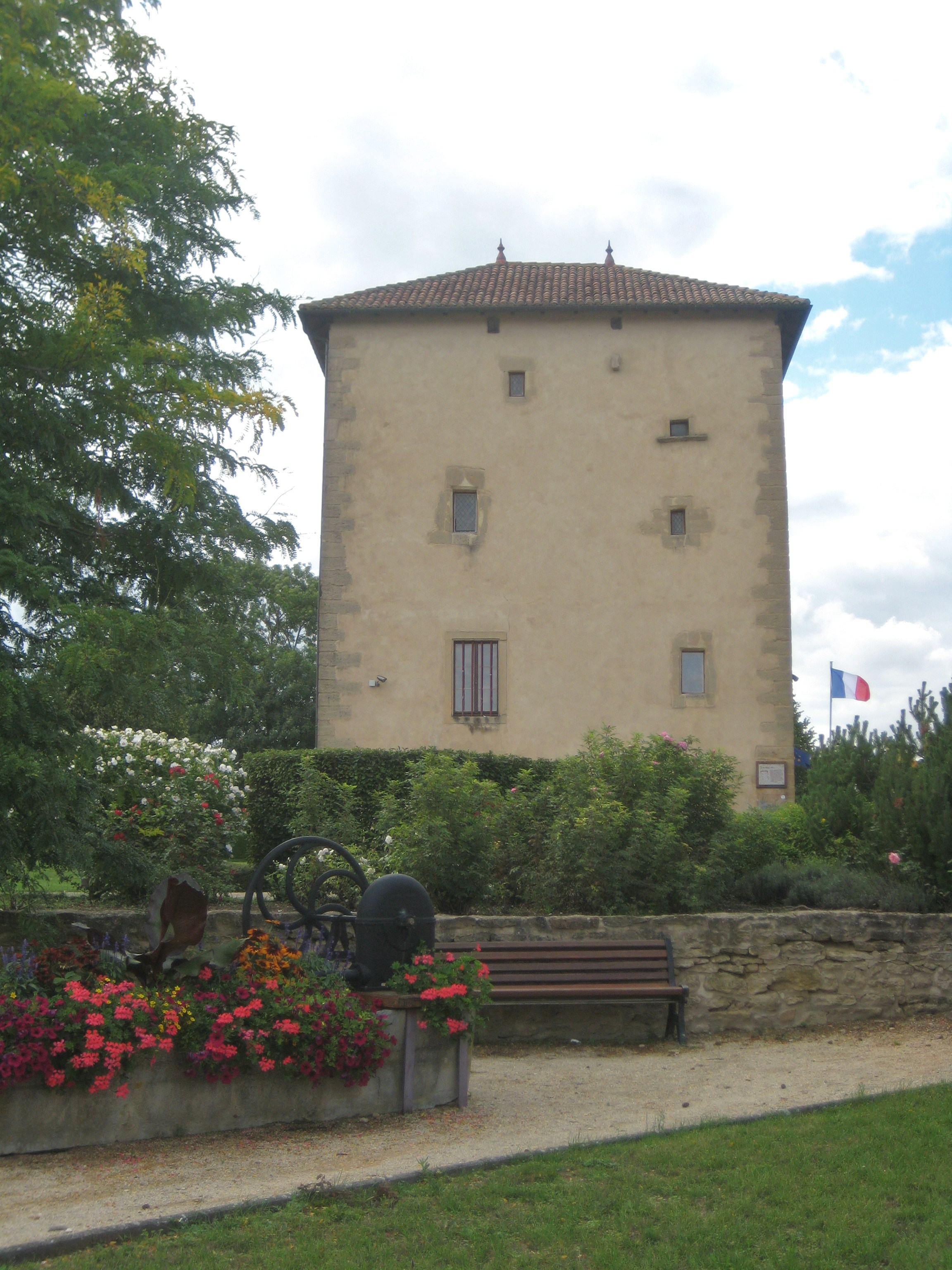
Schloss „Turm Mahuet“
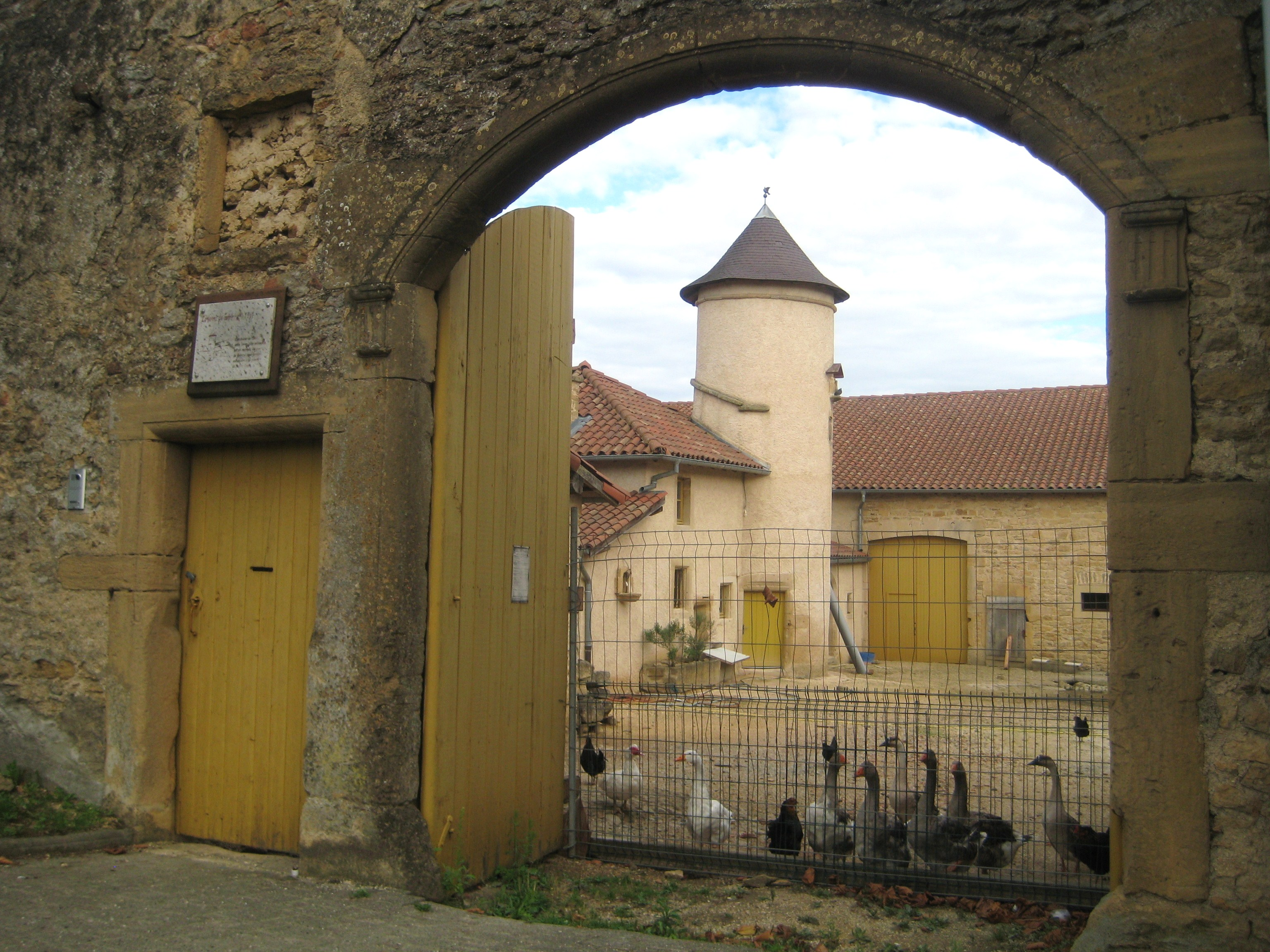
Gutshof Colombier